# Esmas Geheimnis – Grbavica
Esmas Geheimnis – Grbavica ist ein Film von Jasmila Žbanić. Er ist eine Koproduktion der Länder Österreich (coop99), Bosnien und Herzegowina (Deblokada), Deutschland (noirfilm), Kroatien (Jadran Film) mit Unterstützung von Arte und ZDF. Der Kinostart in Österreich war am 3. März 2006, in Deutschland am 6. Juli 2006.

## Handlung
Esma lebt mit ihrer 12-jährigen Tochter Sara im Stadtteil Grbavica in Sarajevo. Saras Vater ist im Bosnienkrieg gefallen. Esma arbeitet deshalb als Kellnerin in einem Nachtclub, weil die Unterstützung durch den Staat nicht ausreicht. Um für Saras bevorstehende Klassenfahrt nicht den vollen Preis bezahlen zu müssen, muss nachgewiesen werden, dass ihr Vater ein Kriegsheld war. Doch Esma kann den Nachweis nicht auftreiben und scheint etwas vor ihrer Tochter zu verbergen.
Gemeinsam mit Mitschüler Samir, der ebenfalls seinen Vater im Krieg verloren hat, beginnt Sara nachzuforschen und ihrer Mutter die Geheimnisse aus der Zeit des Krieges zu entlocken. Schließlich erfährt sie die schockierende Wahrheit: Esma gehörte zu den zahllosen Opfern systematischer Vergewaltigung während des Kriegs, und Sara ist die Frucht eines solchen Gewaltaktes.
Esma, die gerade vorsichtig die Avancen des Rausschmeißers Pelda zu erwidern beginnt, hat dieses Geheimnis all die Jahre vor ihrer Tochter verborgen, hin- und hergerissen zwischen der schrecklichen Erinnerung an die Vergewaltigungen und der Liebe zu ihrem Kind. Beide müssen nun lernen, mit der Wahrheit zu leben.

## Hintergrund
Esmas Geheimnis – Grbavica behandelt den systematischen sexuellen Missbrauch von Zivilistinnen durch im Film als Tschetniks bezeichnete Soldaten und Offiziere während des Bosnienkrieges.
Regisseurin Jasmila Žbanić nahm am 18. Februar 2006 auf der Berlinale den Goldenen Bären für den besten Film in Empfang. In ihrer Dankesrede erinnerte sie daran, dass einige der Verantwortlichen – vor allem Radovan Karadžić und Ratko Mladić – damals noch immer auf freiem Fuß waren und irgendwo in Europa lebten, obwohl sie international gesucht wurden.

## Interessantes
Der Film hat keine klassische Filmmusik. Der Soundtrack besteht aus (intradiegetisch) gesungenen Liedern, Schlagern und Popmusik aus dem Radio oder Fernsehen. In dem Nachtclub spielt eine Band Balkandisco. Der Score gibt so der Geschichte einen dokumentarischen Charakter, der die Atmosphäre des Films stark prägt.

## Kritiken
„Der einfühlsam inszenierte, in den Hauptrollen brillant gespielte Film beschwört die Kraft der Liebe, durch die Hass und Gewalt überwunden werden können und eine Versöhnung zwischen Feinden von einst möglich erscheint. Dabei rückt er den steinigen Weg der Wahrheitsfindung in den Mittelpunkt, durch die das Prinzip Hoffnung erst eine Chance erhält.“

„Mit diesem sorgfältig erzählten Drama gibt Jasmila Zbanic ein beeindruckendes Regiedebüt. In einfachen, aber zwingenden Szenen berichtet sie vom Leben in Sarajevo nach dem Krieg, dessen Wunden sich in einem Jahrzehnt nicht so einfach schließen lassen und der auch auf die Generation nachwirkt, die während der Kampfhandlungen noch gar nicht geboren waren.“

„Der Erfolg von ‚Grbavica‘ hängt offenbar an Dingen, die mit bloßem Können nichts zu tun haben. Etwa an der Nähe des Films zu den Menschen, unter denen Jasmila Zbanic selbst aufgewachsen ist. An der Einfachheit und Geradlinigkeit der Geschichte, am Verzicht auf Symbolismen und Ballereien. Und an dem Blick, der das Geschehen begleitet, einem Blick, der die Personen nicht in Gute und Böse sortiert, sondern ihnen ihre Widersprüche läßt, die Risse und Sprünge in ihrer Biographie, die sie hinter der Fassade der Normalität verstecken.“

„Zbanic trägt also lieber dick auf, anstatt sich auf die Kraft subtiler Anspielung zu verlassen. So ist ‚Grbavica‘ zwar ein grundanständiger Film, er ist aber auch vorhersehbar und überdeutlich, er folgt einer zu offensichtlichen dramaturgischen Spur und misstraut damit dem Wissen des Zuschauers. Die Auszeichnung, die ihm die Jury unter Vorsitz Charlotte Ramplings am Samstagabend zuerkannte, umflattert ihn deswegen wie ein zu großes Kleid.“

„Für den jungen Staat Bosnien-Herzegowina ist der internationale Erfolg zudem ein Stück Identitätsbildung, gewonnen durch einen Film, der durchaus Vergleichen mit dem neorealistischen Neubeginn des europäischen Kinos in Italien nach 1945 standhält. Die Kinder, die heute in Sarajewo zur Schule gehen, begegnen durch ‚Esmas Geheimnis‘ einer Wahrheit, die nicht notwendig ihre persönliche Existenz betrifft, aber doch eine ganze Generation prägt.“

## Auszeichnungen
- Goldener Bär der Berlinale 2006
- Nominierung Großer Preis der Jury beim Sundance Film Festival
- Europäischer Filmpreis: Nominierungen als Bester Film und Beste Darstellerin
- Kandidat für den Oscar in der Kategorie Bester fremdsprachiger Film
- Film des Monats Juli 2006; Jury der Evangelischen Filmarbeit